# Ernő Kolczonay
Ernő Kolczonay, född 15 maj 1953 i Budapest, Ungern, död 4 oktober 2009, var en ungersk fäktare som tog OS-silver i herrarnas lagtävling i värja i samband med de olympiska fäktningstävlingarna 1992 i Barcelona.